# George David Keith Murray
Sir George David Keith Murray, britanski general, * 1898, † 1965.